# Meoneura caucasica
Meoneura caucasica är en tvåvingeart som beskrevs av Ozerov 1991. Meoneura caucasica ingår i släktet Meoneura och familjen kadaverflugor. Inga underarter finns listade i Catalogue of Life.